# Горбы (Глобинский район)
Горбы (укр. Горби) — село Горбовского сельсовета Глобинского района Полтавской области Украины.
Код КОАТУУ — 5320681401. Население по переписи 2001 года составляло 735 человек.
Село указано на карте частей Киевского, Черниговского и других наместничеств 1787 года
В Центральном Государственном Историческом Архиве Украины в городе Киеве есть исповедная ведомость за 1750 год.
Является административным центром Горбовского сельского совета, в который, кроме того, входят сёла Белоусовка и Сидоры.

## Географическое положение
Село Горбы находится на берегу реки Кривая Руда, выше по течению на расстоянии в 1 км расположены сёла Сидоры и  Белоусовка, ниже по течению примыкает село Гриньки. На реке несколько больших запруд.

## Происхождение названия
На территории Украины 4 населённых пункта с названием Горбы.

## Экономика
- Фермерские хозяйства «Валентина», «Прометей», «Мрия-2», «Урожай», «Триполье»